# Amata unifascia
Amata unifascia är en fjärilsart som beskrevs av George Francis Hampson 1892. Amata unifascia ingår i släktet Amata och familjen björnspinnare. Inga underarter finns listade i Catalogue of Life.